# Sachsenburg (Austria)
Sachsenburg – gmina targowa w Austrii, w kraju związkowym Karyntia, w powiecie Spittal an der Drau. Liczy 1293 mieszkańców.

## Współpraca
Miejscowości partnerskie:
- Sachsenburg – dzielnica Frankenberg/Sa., Niemcy
- Spilimbergo, Włochy